# 張釈之
張 釈之（ちょう しゃくし、生没年不詳）は、前漢の人。字は季。南陽郡堵陽県の人。

## 略歴
財産によって騎郎となって文帝に仕えたが、十年間昇進せず、名を知られることが無かったため、辞職して郷里に戻ろうとした。しかし彼の才能を知る中郎将の袁盎は彼を惜しみ、彼を謁者にするよう請うた。張釈之は文帝に拝謁する機会を得ると秦が滅び漢が興った理由を説き、文帝は賞賛して彼を謁者僕射とした。
文帝が上林苑に行った際、上林尉に管轄の禽獣について尋ねたところ答えられず、代わりに下級の役人である嗇夫が答えた。文帝はこの嗇夫を上林令に抜擢しようとしたが、張釈之は口が上手い者が尊ばれる風潮を作ることになると言って諌めたため、文帝は取りやめた。文帝は張釈之を公車令にした。
その後、皇太子劉啓（後の景帝）と梁王劉武が共に車に乗って入朝する際、公車司馬門を車を降りずにくぐろうとした。張釈之は二人を弾劾した。文帝はこれにより張釈之に目を付け、中大夫とし、しばらくして中郎将とした。
文帝が「北山の石で石棺を作り、その間に綿を詰めて隙間に漆を塗れば、墓が動じることなどないであろう」と言ったところ、張釈之は「その中に欲しがられるような物があれば、南山で作っても隙があるでしょう。欲しがられるような物がなければ、石棺が無くても心配ないでしょう」と言い、文帝は賞賛し、彼を廷尉とした。
しばらくして、文帝が橋を渡っている時に橋の下から駆け出してくる者がおり、文帝の馬車の馬が驚いた。その者を捕縛して廷尉に取調べさせたところ、「皇帝の先払いの音を聞いて橋の下に隠れていて、行列が終わったと思って出てきたところ驚いて逃げ出した」と分かり、罰金刑とした。文帝は「穏やかな気性の馬だったから良かったものの、他の馬だったら私は傷付いていたところだというのに、廷尉はなんと罰金だというのか」と怒ったが、張釈之は「捕まえた時点で処刑せずに廷尉に下したからには、法でそう決められているのに重くしては、民が法を信じなくなります」と述べたので、文帝はそれに従った。
また、文帝の父である劉邦を祀った高祖廟に備えられている玉環を盗んで捕まった者がいた。文帝が怒って廷尉に下すと、張釈之は犯人を棄市にした。族誅の極刑を望んでいた文帝は怒ったが、張釈之は「法はそのようになっております。玉環を盗んだというので極刑に処したら、もし高祖陵の土をひと掬い取った民がいたとしたら、どんな刑罰を科せばよいのでしょうか」と述べたため、文帝は張釈之の判決を認めた。
当時、中尉の周亜夫や梁王劉武の丞相の王恬啓が張釈之と親友となった。
文帝が死去して景帝が即位すると、張釈之はかつて景帝を弾劾したことがあったため恐れて病気を称したが、後に景帝に拝謁して景帝に謝罪し、景帝は処分しなかったが、一年余後、張釈之を淮南王劉安の丞相に任命した。紀元前154年に呉楚七国の乱が発生すると劉安はこれに加担しようとしたが、張釈之は劉安に「私が王の軍勢を率いて、指揮を執りとうございます」と述べて、自身が淮南王の軍勢を指揮して反乱軍に加担しないように手配をしたため、劉安は巻き込まれずに済んだ。その後、張釈之は年老いて病気になって死去した。
子の張摯は大夫になったが罷免され、その後仕官しなかった。